# 프렌즈팝콘
《프렌즈팝콘》(Friends Popcorn)은 카카오게임에서 개발해 2016년 10월 25일 발행한 게임으로, 카카오프렌즈 캐릭터를 활용한 모바일 퍼즐 게임이다. 2015년에 출시한 카카오게임 기반의 또다른 카카오프렌즈 캐릭터 퍼즐 게임인 《프렌즈팝》과 같이 육각형 퍼즐 칸의 캐릭터 3개를 일렬로 배치해 제거하며 점수를 얻어가는 유사한 게임방식을 채택하고 있다. 이로 인해 《프렌즈팝》의 개발사인 NHN엔터와 《프렌즈팝콘》의 개발사인 카카오게임 간에 표절 분쟁이 일어나기도 하였다. 《프렌즈팝콘》은 출시 2개월 만에 350만 내려받기를 돌파해 흥행에 성공하였다는 평가를 받았다.